# 紅軍入侵喬治亞
紅軍入侵喬治亞又稱為蘇維埃－喬治亞戰爭、蘇維埃入侵喬治亞等，是由俄羅斯蘇維埃聯邦社會主義共和國轄下的紅軍於1921年2月15日至3月17日發動的軍事行動。在很早之前俄羅斯帝國便擴張領土至喬治亞地區，然而因為第一次世界大戰爆發而使得這些地區陷入動盪。隨後許多來自俄羅斯的喬治亞人士嘗試奪取政權，並且主張並不需要外國勢力干涉。但對此使得後來成立的俄羅斯蘇維埃聯邦社會主義共和國決定發起攻勢，計畫推翻隸屬孟什維克派的喬治亞社會民主黨政府統治的喬治亞民主共和國，並另外成立布爾什維克政權統治全國。